# Densha Otoko (фильм)
Densha Otoko (яп. 電車男 дэнся отоко, парень из электрички) — кинофильм по мотивам предположительно правдивой истории о молодом японском отаку, который попытался защитить от домогательств пьяного мужчины в вагоне электрички красивую девушку, которая ему понравилась. Также по мотивам этой истории вышло несколько версий манги, театральная постановка (позже изданная на DVD) и одноимённый телесериал, демонстрировавшийся на Fuji TV с 7 июля по 22 сентября 2005 года.

## Сюжет
Молодой человек, который является типичным японским отаку, неожиданно для себя заступается за красивую девушку в электричке и спасает её от хулигана. После этого в полицейском участке девушка просит его оставить ей его адрес. Когда молодой человек возвращается домой, он заходит на форум, на котором создаёт ветку, в которой описывает произошедшее. Там ему говорят, что раз она попросила адрес, значит пришлёт подарок. И действительно, подарок пришёл. А вместе с ним и телефон этой девушки. После этого на форуме ему стали давать разные советы, спрашивать о его развивающихся отношениях с этой девушкой.